# Gulbent brynblomfluga
Gulbent brynblomfluga (Epistrophe diaphana) är en tvåvingeart som först beskrevs av Zetterstedt 1843.  Gulbent brynblomfluga ingår i släktet brynblomflugor, och familjen blomflugor.
Artens utbredningsområde är Sverige. Arten är reproducerande i Sverige. Inga underarter finns listade i Catalogue of Life.